# 垂虹断桥
垂虹断桥，位于中国江苏省苏州市吴江区县城松陵街道东门外垂虹桥遗址公园，建于元明。

## 历史
垂虹桥初建于北宋庆历八年（1048年），由知县李问所建，跨吴淞江，为木桥。元泰定元年（1324年）改建为石桥，长一千三百余尺，桥心建垂虹亭。1967年5月2日晚，垂虹桥坍塌，仅剩四孔遗迹。

## 保护
1983年和2005年，垂虹桥西端和东段进行挖掘修复。1995年建垂虹遗址公园。2006年6月5日，垂虹桥遗迹由江苏省人民政府公布为第六批江苏省文物保护单位。2019年10月7日，垂虹断桥公布为第八批全国重点文物保护单位，编号8-0264-3-067。